# The Best of Blondie
The Best of Blondie è un album raccolta del gruppo Blondie pubblicato nel 1981.

## Tracce

### Versione nordamericana
Lato A
1. Heart of Glass (special mix) – 4:33 (Debbie Harry, Chris Stein)
2. Dreaming – 3:06 (D. Harry, C. Stein)
3. The Tide Is High – 4:41 (John Holt)
4. In the Flesh (special mix) – 2:29 (D. Harry, C. Stein)
5. Sunday Girl (special mix) – 3:03 (C. Stein)
6. Hanging on the Telephone – 2:21 (Jack Lee)

Lato B
1. Rapture – 5:36 (C. Stein, D. Harry)
2. One Way or Another – 3:33 (D. Harry, Nigel Harrison)
3. (I'm Always Touched by Your) Presence, Dear – 2:42 (Gary Valentine)
4. Call Me – 3:32 (Giorgio Moroder, D. Harry)
5. Atomic – 4:39 (D. Harry, Jimmy Destri)
6. Rip Her to Shreds – 3:22 (D. Harry, C. Stein)

### Versione internazionale
Lato A
1. Heart of Glass (special mix) – 4:33 (D. Harry, C. Stein)
2. Denis – 2:18 (Neil Levenson)
3. The Tide Is High – 4:41 (John Holt)
4. In the Flesh (special mix) – 2:29 (D. Harry, C. Stein)
5. Sunday Girl (special mix) – 3:03 (C. Stein)
6. Dreaming – 3:06 (D. Harry, C. Stein)
7. Hanging on the Telephone – 2:21 (Jack Lee)

Lato B
1. Rapture – 5:36 (C. Stein, D. Harry)
2. Picture This – 2:55 (D. Harry, C. Stein, J. Destri)
3. Union City Blue (feat. D. Harry, N. Harrison)
4. (I'm Always Touched by Your) Presence, Dear – 2:42 (G. Valentine)
5. Call Me – 3:31 (G. Moroder, D. Harry)
6. Atomic – 4:39 (D. Harry, J. Destri)
7. Rip Her to Shreds – 3:22 (D. Harry, C. Stein)

## Formazione

### Blondie
- Clem Burke - batteria
- Jimmy Destri - tastiere
- Nigel Harrison - basso
- Debbie Harry - voce
- Frank Infante - chitarra
- Chris Stein - chitarra

### Produzione
- Mike Chapman - produttore (tracce 1-3, 5-8, 11), produttore special mix (tracce 1, 4, 5)
- Richard Gottehrer - produttore (tracce 4, 9, 12)
- Giorgio Moroder - produttore (traccia 10)

### Fotografia
- Peter Wagg - direzione artistica
- Martyn Goddard - fotografia di copertina
- Brian Cooke - fotografia di copertina posteriore

## Classifiche
| Paese         | Posizione più alta |
| ------------- | ------------------ |
| Nuova Zelanda | 1                  |
| Paesi Bassi   | 46                 |
| Regno Unito   | 4                  |
| Stati Uniti   | 30                 |